# 劳动十字
43°19′09″N 11°19′53″E / 43.319136°N 11.33127°E

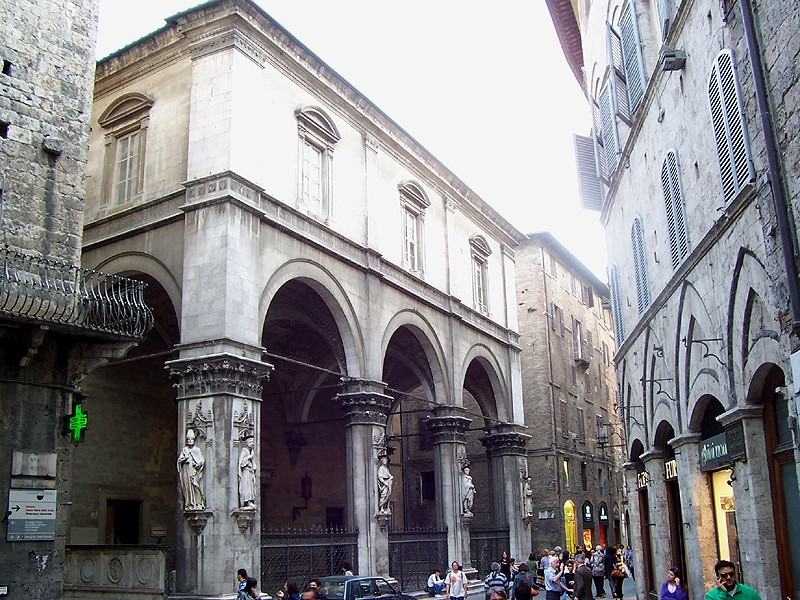
商品凉廊

劳动十字（Croce del Travaglio）是意大利锡耶纳市中心三条主要街道的交汇处：城市街（via di Città）、银行上街（via Banchi di Sopra）和银行下街（via Banchi di Sotto）。
劳动十字紧邻田野广场（Piazza del Campo，只是由圣彼得短巷隔开），得名于一个古代的十字架，指示朝圣者通往罗马的道路，
在圣彼得巷转角，是罗卡布鲁纳塔（torre di Roccabruna），在16世纪曾经是最高的。这一地区因此曾有绰号“罗卡布鲁纳三岔路” （"Tre vie di Roccabruna"）。旁边还有一个十四世纪的建筑，装饰着优雅的trifora。
劳动十字最重要的建筑是商品凉廊（Loggia della Mercanzia），建于1417年 - 1428年，属于哥特式和文艺复兴之间的过渡风格。